# Bucchero nero

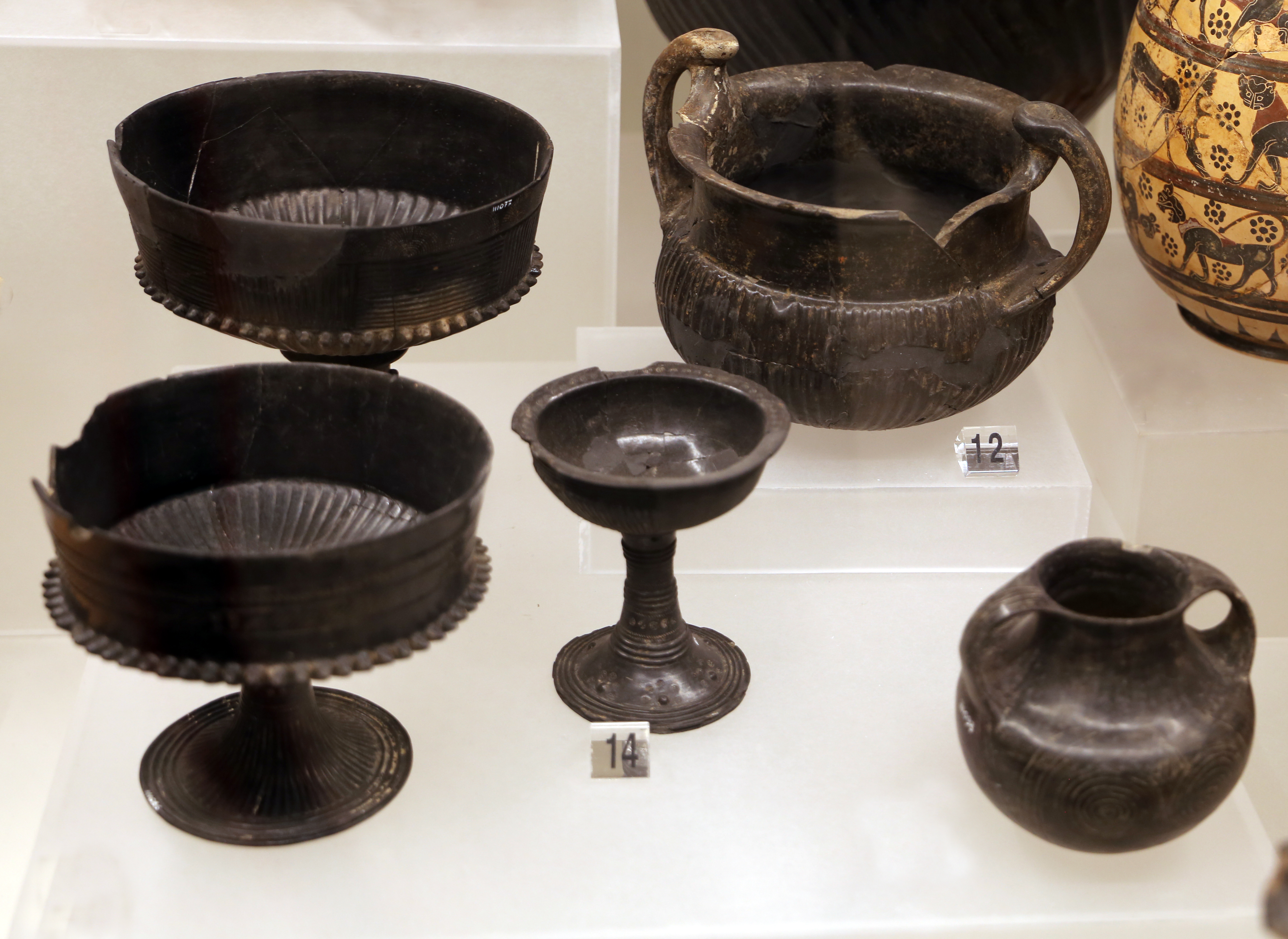
Bucchero nero z ok. 670–650 p.n.e., Narodowe Muzeum Etruskie

Bucchero nero (wł. wym. [bʊkːˈɛro nˈero]) – rodzaj ceramiki etruskiej charakteryzującej się czarną lśniącą powierzchnią i czarnym przełomem.
Ceramikę bucchero nero wytwarzano z gliny, wypalając ją ze zmiennym dopływem tlenu, w warunkach redukcyjnych. Była wytwarzana od poł. VII w. do V w. p.n.e., najpierw w Caere w Etrurii, potem także w: Vulci, Tarkwinii, Chiusi, Orvieto. Dekorowano ją motywami rytymi lub reliefowymi.